# Claudio Vargas
Pour les articles homonymes, voir Vargas.
Claudio Almonte Vargas (né le 19 juin 1978 à Santa Cruz de Mao, Valverde, République dominicaine) est un lanceur droitier de baseball jouant en Ligue majeure depuis 2003. Il est sous contrat chez les Brewers de Milwaukee.

## Carrière
Claudio Vargas signe son premier contrat en 1995 avec les Marlins de la Floride. Avant d'avoir fait ses débuts dans les majeures, il est impliqué dans la transaction du 11 juillet 2002 qui l'envoie aux Expos de Montréal en compagnie de Cliff Floyd et Wilton Guerrero pour Carl Pavano, Graeme Lloyd, Mike Mordecai, Justin Wayne et Donald Levinski.
Vargas joue son premier match dans les grandes ligues avec les Expos le 26 avril 2003. Il suit la franchise, transférée à Washington après la saison 2004 mais est échangé des Nationals de Washington aux Diamondbacks de l'Arizona en cours de saison 2005. Après une année complète pour Arizona (2006), il s'aligne avec les Brewers de Milwaukee en 2007, les Mets de New York en 2008, puis partage l'année 2009 entre les Dodgers de Los Angeles et l'une de ses anciennes équipes, les Brewers.
Il est utilisé principalement comme lanceur partant dans ses premières saisons, puis presque exclusivement comme releveur à partir de 2008. Comme partant, il remporte 12 parties pour Arizona en 2006 et 11 pour Milwaukee en 2007.
Il alterne entre les deux fonctions chez les Mets de New York en 2008 avant de rejoindre les Dodgers de Los Angeles pour la saison 2009. Dans cette dernière, il apparaît dans 36 matchs en relève pour Los Angeles et Milwaukee, les Brewers le rapatriant le 31 juillet en échangeant Vinny Rottino aux Dodgers. Vargas maintient une moyenne de points mérités de seulement 1,74 en 41 manches et un tiers lancées en 2009. Il n'avait auparavant dans sa carrière jamais affiché de moyenne inférieure à 4 points mérités par tranche de 9 manches passées au monticule.
Il joue dans 17 parties des Brewers en 2010 puis est invité à l'entraînement de printemps des Rockies du Colorado en 2011. Il ne trouve pas de poste avec l'équipe et se rapporte aux Sky Sox de Colorado Springs dans les ligues mineures.
Le 16 mai 2012, Vargas signe un contrat avec son ancienne équipe, les Brewers de Milwaukee.